# Kacsaleves (film)
A Kacsaleves (eredeti cím: Duck Soup) 1933-ban bemutatott amerikai filmvígjáték, amelynek rendezője Leo McCarey. Forgatókönyvírói
Bert Kalmar és Harry Ruby, a további dialógusokat pedig Arthur Sheekman és Nat Perrin írták. A filmet 1933. november 17-én mutatták be az Amerikai Egyesült Államokban. A főszerepben a Marx fivérek (Groucho, Harpo, Chico és Zeppo) láthatóak, a mellékszerepeket pedig Margaret Dumont, Louis Calhern, Raquel Torres és Edgar Kennedy alakítják. Ez volt az utolsó film, amelyben Zeppo szerepelt, valamint az utolsó Marx-film, amelyet a Paramount Pictures jelentetett meg.
A Marx fivérek korábbi filmjeihez viszonyítva a Kacsaleves bukásnak számított a pénztáraknál, és az elején megoszlottak róla a kritikák.
Míg a kritikusok úgy érezték, hogy a Kacsaleves nem éri el a korábbi Marx-filmek szintjét, az évek alatt megváltozott róla a vélemény, és kultikus státuszt ért el. Manapság többen is műalkotásnak tartják, illetve a fivérek legjobb filmjének.

## Cselekmény
Groucho alakítja a kitalált "Freedonia" nevű ország elnökét, míg Zeppo a titkárát. Harpo és Chico a rivális "Sylvania" kémjeit alakítják. A Groucho és a sylvaniai nagykövet közötti kapcsolat a film során megromlik, a végén pedig háborúzni kezdenek.

## Szereplők
- Groucho Marx: Rufus T. Firefly
- Harpo Marx: Pinky
- Chico Marx: Chicolini
- Zeppo Marx: Bob Roland
- Margaret Dumont: Mrs. Gloria Teasdale
- Louis Calhern: Trentino, Sylvania nagykövete
- Raquel Torres: Vera Marcal
- Edgar Kennedy: limonádéárus
- Edmund Breese: Zander elnök
- Edwin Maxwell: titkár
- William Worthington: miniszter
- Davison Clark: miniszter
- Charles Middleton: ügyész
- Leonid Kinskey as Trentino "agitátora"
- Verna Hillie: Trentino titkára
- George MacQuarrie: bíró
- Fred Sullivan: bíró
- Eric Mayne: bíró

## Fogadtatás
Habár nem volt olyan sikeres, mint az előző Horse Feathers című film, a Kacsaleves mégis 1933 hatodik legsikeresebb filmjének számított. A Paramount számára azonban csalódás volt bevétel szempontjából.
A film bemutatása idején még megoszlottak róla a vélemények; az egyik lehetséges oknak azt tartották, hogy a nagy gazdasági világválság idején jelent meg.
Groucho fia, Arthur Marx így nyilatkozott a NPR-nak adott interjújában: "A probléma a Kacsalevessel az, hogy ugyan vannak benne jó poénok, de története nincs, és nincs senki, aki iránt szorítani lehet. Nem szorítasz a Marx fivérek iránt, mivel bolondok."
Még maga Groucho sem volt teljesen elégedett a filmmel.
Az évek alatt azonban a vélemények pozitívabb irányba mozdultak el, manapság pedig már kultuszfilmnek számít. A Total Film magazin olvasói 2000-ben a huszonkilencedik legjobb vígjátéknak nevezték. A Rotten Tomatoes oldalán 91%-ot ért el 53 kritika alapján, és 9.1 pontot szerzett a tízből. Felkerült Roger Ebert The Great Movies listájára is. Sokan klasszikus politikai szatírának tartják.
Az Amerikai Filmintézet három listáján is szerepel:
- AFI's 100 Years... 100 Movies – #85[12]
- AFI's 100 Years... 100 Laughs – #5[13]
- AFI's 100 Years... 100 Movies (10th Anniversary Edition) – #60[14]